# Knappen, Hälsingland
Knappen är en sjö i Bollnäs kommun i Hälsingland och ingår i Norralaåns huvudavrinningsområde.